# Francesco Banchini
Francesco Banchini (Pozzuoli, 1974. szeptember 24. –) olasz zenész, elsősorban fúvósokon, különösen klarinéton van otthon, de játszik még fuvolán, szaxofonon, illetve zongorán, gitáron, és ütősökön is. Fő hatásai a középkor zenéje mellett a mediterrán, a balkáni, és a közel-keleti zenekultúra.

## Életrajza
Egy tengerparti városban, Pozzuoliban született, 1974-ben. 14 évesen a nápolyi Conservatorio di San Pietro a Majella klarinét szakos tanulója lett. 1989 és 1995 között aktív koncertzenész, szólistaként és egy általa létrehozott klarinét trióval, utóbbi 1998-ban föloszlott. 2003-ban ő szerezte a zenéjét Evan Cagle Honey című filmjének.
Saját zenekarai mellett 2010 és 2012 között tagja volt a milánói Scala zenekarának (La Scala Orchestra), 2012-től 2014-ig a Katari Filharmonikus Zenekarnak (Qatar Philharmonic Orchestra), 2015-2016-ban pedig a BBC szimfonikus zenekarának (BBC Philharmonic Orchestra) is.
Kutatási területe 2010 óta a diákok tanulási képességeinek maximalizálása, ami szerinte a tanítókkal és a környezettel létrehozandó tartalmas kapcsolat által érhető el. Eredményeit három konferencián is ismertette, 2015 nyarán a new york-i Lecture at NYU Steinhardt - IMPACT Conference, 2016-ban a Drew University által szervezett írországi Transatlantic connection conference, a skóciai ISME conference, és a római ECIS Leadership Conference keretében.
Jelenleg a különböző tantervek közti kapcsolatot vizsgálja, célja pedig a hagyományos módszerek javítása, hogy tanárok és diákok kreativitását egyaránt motiválja és fejlessze.

## Zenekarai

### G.O.R.
Az 1992-ben alapított G.O.R. lemezein minden hangszert ő játszik föl, koncerteken pedig vendégzenészekkel lép föl. Lemezeik mellett számtalan válogatásalbumon is szerepeltek.

### Ataraxia
1999 és 2003 között vendégzenészként volt az Ataraxia tagja, koncerteken és lemezeken egyaránt szerepelt náluk, elsősorban ütős hangszereken és énekesként, de "természetesen" fúvósokon is játszott.

### Mescla
A Mesclát Davide della Monicával alapította szintén 1999-ben, amivel mediterrán és kelet-európai népzenéket játszanak utcazenészként.

## Kiadványok

### G.O.R.
- Christos (1993)
- Genocidio di Ordine Religioso (1994)
- Cybernos (1995)
- Iniziazione (1996)
- Entrar sen braz (1997)
- Dicearchia (1997)
- Ruha d’Qudsha (1998)
- Solitudo corpus (1999)
- Bellum Gnosticorum (2000)
- Ialdabaoth (2001)
- Phlegraei (2002)
- Qumran (2003)
- Temporis Recurrens (DVD) (2003)
- Croisades (2004)
- Amore & Tradimento (2004) - (Ciganko címen 2005-ben megjelent az USA-ban is.)
- Baqshish (2007)
- Greta (single) (2012)
- Dante (single) (2014)
- Shashamane (single) (2015)
- Sfiorando il cielo (single) (2015)
- Maria Elena (single) (2015)
- Agata (2021)

### Filmzenék
- Honey (2004)
- Ramallah (2005)
- Sur (2005)

### Közreműködések

#### Lys
- Roi Lune (2001)
- Mélisse (2004)

#### Ataraxia
- Suenos (2001)
- Mon Soul Desir (2002)
- A Calliope... collection (2002)

#### Egyebek
- Soleil (A Jack or Jive-val.) (2002)
- Love Sessions (2002)
- Segesta (Lino Cannavacciuolo olasz hegedűssel.) (2002)
- Alabaster (Louisa John Krol-lal) (2003)
- Three living Three dead (A The Soil Bleeds Black-kel.) (2003)
- Babilon (A Morpheus nevű spanyol zenekarral.) (2003)
- Enrico Del Gaudio (2003)
- Love Sessions 2 (2004)
- U’Ciuccio (Massimo Ferrante olasz énekes/gitárossal.) (2005)
- The Spirit Rises (Khvarena) (2007)

## Publikációk
- Il concetto di notazione musicale (2013)[14]
- Arabic music notation (2016)